# Muskat Ottonel
Muskat Ottonel ist eine Weißweinsorte und kommt aus Frankreich. Jean-Pierre Vibert aus Angers selektierte die Sorte im Jahr 1839 aus einem gefundenen Sämling. Sie wurde ab dem Jahr 1852 vom ebenfalls in Angers ansässigen Jean Moreau-Robert verbreitet. Die Elternsorten sind Gutedel und Ingram’s Muscat. Lange galten die Rebsorten Gutedel und Muscat précoce de Saumur als Kreuzungspartner.

## Abstammung
Kreuzung von Gutedel × Ingram’s Muscat

## Verbreitung
| Land                  | Rebfläche ha |
| --------------------- | ------------ |
| Rumänien              | 3641         |
| Bulgarien             | 3236         |
| Republik Moldau       | 1520         |
| Ungarn                | 1232         |
| Österreich            | 359          |
| Frankreich            | 166          |
| Tschechische Republik | 60           |
| Slowakei              | 48           |
| Russland              | 34           |
| Kroatien              | 23           |
| Südafrika             | 13           |
| Deutschland           | 12           |
| Uruguay               | 7            |
| Weltanbaufläche 2010  | 10352        |

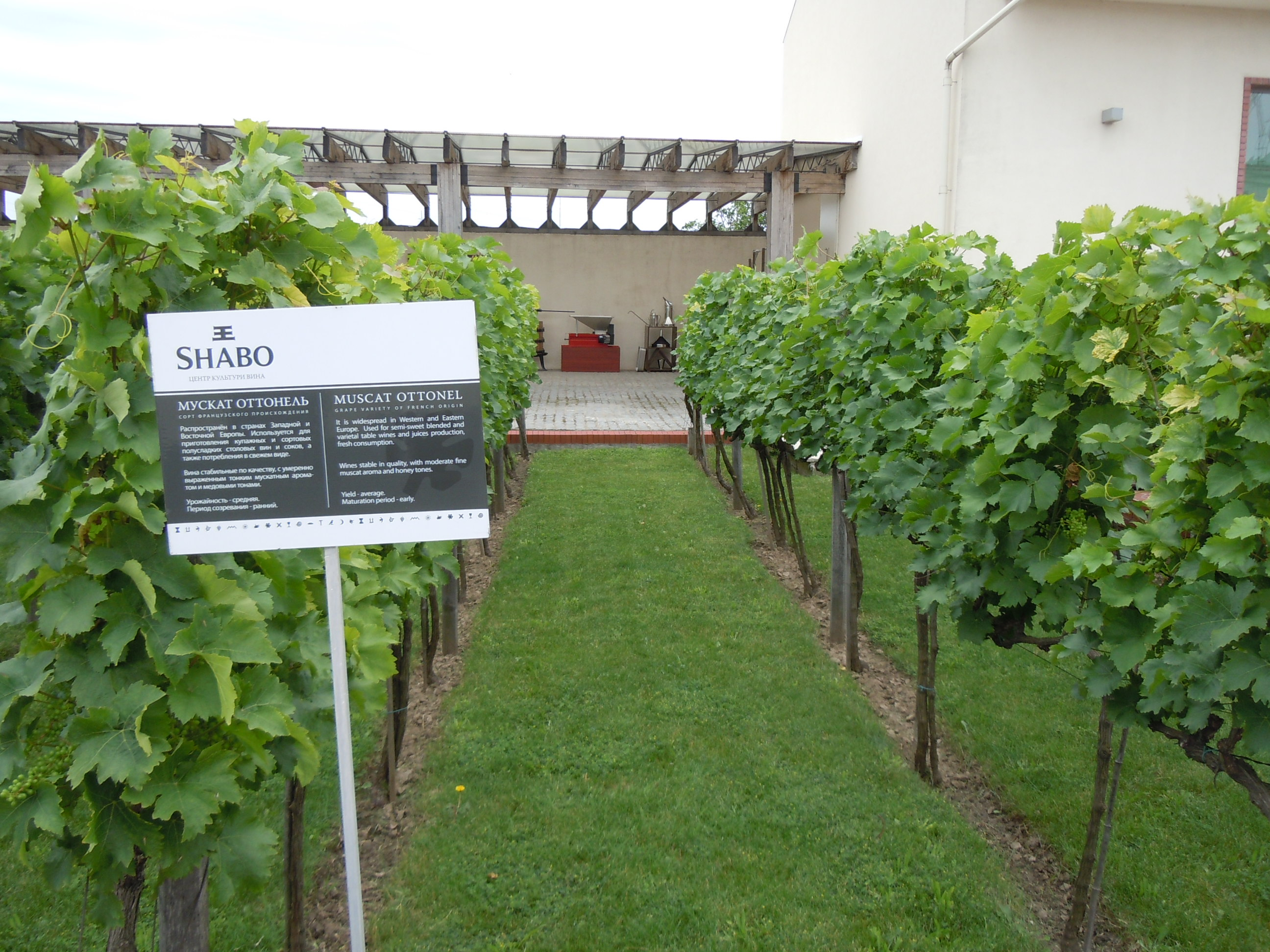
Muskat Ottonel in der Ukraine

Im Elsass wird die Sorte neben dem Muscat blanc à petits grains als Muscat d’Alsace verkauft.

## Ampelographische Sortenmerkmale
- Die Triebspitze ist offen. Sie ist spinnwebig bis leicht wollig behaart und von rotbrauner Farbe. Die intensiv roten, glänzenden Jungblätter sind unbehaart.
- Die kleinen bis mittelgroßen Blätter sind drei- oder fünflappig und tief gebuchtet. Die Stielbucht ist lyraförmig bis geschlossen. Das Blatt ist stumpf gezahnt.
- Die walzenförmige Traube ist klein bis mittelgroß, manchmal einseitig geflügelt und lockerbeerig. Die rundlichen Beeren sind mittelgroß und von gelbgrüner Farbe, die sich bei Vollreife der Beeren sonnenseitig braungefleckt präsentieren. Die Beeren verfügen über eine dicke Schale und haben im Geschmack eine leichte Muskatnote.

Reife: ca. 5 bis 6  Tage nach dem Gutedel und gilt somit im internationalen Vergleich als früh reifend.

## Eigenschaften
Die Sorte ist anfällig gegen den Echten Mehltau, den Falschen Mehltau und die Grauschimmelfäule. Da der Muskat Ottonel zu starkem Verrieseln neigt, sind die Erträge stark schwankend und extrem unsicher.

## Wein
Der Wein ist von grünlich-gelber Farbe und hat ein intensives, feines und würziges Muskatbukett. Er ist mild, meist niedrig in Alkoholgehalt und Extrakt. Der Muskat Ottonel kann in hohen Prädikatsstufen ausgeprägte, sehr feine Citrusaromen entwickeln. Die Sorte bevorzugt fruchtbare, kräftige Böden mit guter Wasserversorgung und windgeschützte sonnige Standorte.

## Synonyme
Chasselas Saint Fiacre, Mirisavka, Mirislavka, Misket Ottonel, Moscato Otonel Bianco, Moscato Ottonel, Moscatos, Moschato Samou, Mozzonel, Muscadel Ottonel, Muscat De Craciunel Tirnave, Muscat Otonel Blanc, Muscat Otonel White, Muscat Ottone, Muscat Ottonel Weiss, Muscats, Muskat Otonel, Muskat Otonel Bijeli, Muskat Otonel Weisser, Muskat Ottonel, Muskotaly, Ottonel, Ottonel Frontignan, Ottonel Muscotaly, Ottonel Muskotaly, Tamiioasa Ottonel.